# 哥登堡體育會
哥登堡體育會是一家位於瑞典西約特蘭省首府哥德堡的瑞典體育會，成立於1904年10月4日。雖然有其他瑞典足球會的隊名中使用「IFK」作為簡稱，但「IFK」通常成為哥登堡體育會的簡稱。哥德堡體育會曾經获得十七次国内聯賽冠軍，四次全国杯賽冠軍和兩次欧洲联盟杯冠軍。
哥登堡與马尔默足球俱乐部和AIK足球俱乐部，合稱為瑞典足球三強，這三強共获得42次聯賽冠軍。哥德堡可能是瑞典，乃至斯堪的纳维亚最成功的體育會，因为它是唯一一支曾獲得欧洲联盟杯冠軍的球隊，分別於1982年和1987年两度捧杯。球會現参与瑞典足球超级联赛的角逐，哥登堡自成立以來多數参与这项瑞典最高级别联赛的比赛，上一次在較低級別比賽还要追溯到1976年。
哥德堡足球俱乐部是瑞典最受欢迎的俱乐部之一，受到全国球迷的支持。球队原主场是老乌利维球场，有时也在大一点的乌利维球场比赛。2007年，旧乌利维球场拆除重建，球队移师乌利维球场，2009年新乌利维球场落成后将成为球队的新主场。

## 歷史

### 早年時期

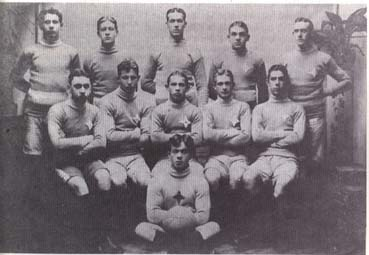
1905年哥德堡足球俱乐部队员合影

哥德堡足球俱乐部成立於1904年10月4日 ，是IFK協會第三十九支球隊，而球隊就是在協會歷史性首次會議中成立。哥德堡第一場比賽就以4-1擊敗當地球會維京。哥德堡足球俱乐部的成立對哥德堡市的足球發展十分重要，因為直到此時，當時哥德堡市最大球會奧基迪壟斷了當地足球發展，而哥登堡的成立正好就提供了必要的競爭。
1907年，哥登堡成為了四年來第一支擊敗奧基迪的球隊，而哥登堡在1908年也因為贏得瑞典大师杯（Svenska Mästerskapet）而成為瑞典冠軍球會，陣中三名球員就被挑選成為瑞典國家隊國腳。同年哥德堡足球俱乐部第一次与國際球隊比賽，对手为丹麥球隊奥斯特布罗BK和1893足球會。
1910年，哥登堡第一次使用藍白間條的球衣出賽。而當哥登堡於1912年和瑞典奧運代表队战成1-1後，斯德哥爾摩的報紙把哥登堡吹捧成「有史以來最強的瑞典球會」。1917年，哥登堡連續五次高舉瑞典足球联盟（Svenska Serien）的獎杯。哥德堡足球俱乐部早期并没有教练，直到1921年，球隊第一次擁有了正式的教練，匈牙利人亚历山大·布罗迪（Alexander Brody）。布罗迪两年后成为球队经理。1924年秋天，瑞典正式的國內聯賽──瑞典足球超級聯賽開始，哥德堡足球俱乐部历史上傳奇性人物菲利普·约翰松首次亮相。该赛季哥德堡足球俱乐部雖然只获得第二名，但菲利普憑著22場比赛射入39球而成為聯賽神射手。

### 1930至40年代
1935年春天，經過過去八次第二名或第三名後，哥登堡贏得第一次的瑞典足球超級聯賽冠軍。不過三十年代後期的瑞典足球不再由哥德堡的球會壟斷。哥登堡於1937/38球季降班，翌年重返超聯，哥登堡以第二名完成因為他們只是想完成聯賽。這種想法一直持續到第二次世界大戰的爆發後。
四十年代對於哥登堡的球迷來說，是一段不好過的時期。在四十年代末段，哥登堡第二次降班。當時在黑暗中唯一的曙光，是球員Gunnar Gren。他在1946/47年是球會的神射手，他也獲得瑞典金球獎（Guldbollen），一個給最佳球員的獎項。他在1948年替瑞典國家隊贏得奧運冠軍。而哥登堡也在降班後翌年重返超聯。1958年，哥登堡第一次參與歐洲賽，當年哥登堡參與歐洲冠軍球會杯（即歐洲聯賽冠軍杯前身），在第二輪被淘汰出局。不過，哥登堡保持了瑞超聯最多入場紀錄，於1959年在主場舊烏利維／烏利維球場迎戰奧基迪，當年吸引了52194人進場，至今仍然未有人打破。

### 1950至70年代
經過了平凡的十年，哥登堡於1969年再次取德瑞超聯冠軍，但接下來的十年是哥登堡黑暗的十年，因為1970年，哥登堡再降班。在瑞甲的三年內，他們雖然買了34個球員，但也未能取得瑞甲冠軍。哥登堡最後於1976年重返瑞超聯。在1978年，哥登堡聘請了Sven-Göran Eriksson作為教練。他引入了442陣式和「壓力與支持」，此制度後來令哥登堡成功。七十年代完結時，哥德堡取得瑞超聯第二名和首次取得瑞典盃。

### 1980至90年代
在購買幾名有實力的球員以增強實力後，哥登堡在聯賽以第二名完成，和打入了歐洲足協杯半準決賽。1982年對於哥登堡來說可以說是波動的一年，因為整個管理層撤換，和球會接近破產邊緣，需要向球迷會借錢令他們能夠到華倫西亞踢歐洲足協杯半準決賽。經過麻煩的開始，哥登堡贏盡了所有他們能夠贏的比賽，包括瑞超聯、瑞典杯和歐洲足協杯。哥登堡在歐洲足協杯決賽擊敗漢堡奪冠。
哥登堡接下來繼續保持強勢，他們在1983年和1984年都奪得瑞超聯冠軍，其中1983年更奪得瑞典杯冠軍。在1986年，他們打入歐洲冠軍球會杯準決賽，但就在互射十二碼時輸給巴塞羅那。哥登堡於1987年時以一隊全新的天才組成的隊伍，再一次連贏瑞超聯和歐洲足協杯，哥登堡在決賽擊敗登地聯而再一次奪得歐洲足協杯。而到了1990年，初級教練Roger Gustafsson執掌哥登堡，他很成功地帶領球隊於1990年至1995年期間，五奪瑞超聯冠軍。而由於哥登堡於1993年奪得瑞超聯冠軍，他們合乎資格進入歐洲賽。當年哥登堡進入了歐洲聯賽冠軍杯分組賽，而他們的對手分別是巴塞羅那，曼聯和加拉塔沙雷。當時沒有人會想到哥登堡能夠於分組賽中奪得出線資格，更沒人想到哥登堡會打入半準決賽。不過他們於半準決賽在慕尼黑和拜仁慕尼黑打和0-0，繼而在主場以2-2打和，結果被拜仁慕尼黑淘汰。

### 千禧年後
接近千禧年的哥登堡可以用災難來形容，他們只是在1997年在瑞超聯奪得亞軍，雖然哥登堡之後購買了幾名昂貴的球員，但1998年哥登堡只以第八名完成。在接連的兩年內，他們都在季中撤換教練，這是他們先前從未發生過的事。在千禧年前最後的一年，他們以第六名完成賽季。而在千禧年過後，他們的戰績十分迥異，於2002年差點降班，但又在2001年、2004年和2005年走上爭標之途。

## 球會顏色
IFK協會的傳統顏色是藍色和白色，哥登堡也不例外。哥登堡第一套使用的球衣，是以藍色為主色，和一條白色垂直間條，還有一粒規則的白色四角星星在胸前。這種球衣在多數IFK協會的球會都會使用。接下來的幾年，哥登堡使用了沒有直條的藍色或／和白色的球衣。在1910年，他們第一場的比就就使用了藍白垂直間條的球衣。從此以後就成為了哥登堡主場的球衣，沒有一次例外。而哥登堡的贊助商ICA，一間雜貨連鎖店公司，從1982年開始在哥登堡的球衣上出現，商標也是由藍色和白色組成，幾乎已經認定是球衣的一部份。由於沒有其他主要的贊助商贊助哥登堡，再加上長時間使用，令這套球衣成為了瑞典足球中最經典的球衣。傳統的成客球衣是紅色和白色，有不同的樣式，甚至顏色配搭，例如橙色和白色。這配搭主要用在九十年代和千禧年代，但到了2005年作客的球衣則重新使用紅色和白色。

## 主場
哥登堡主場在舊烏利維球場，自1992年起，自從搬離烏利維球場後，這裡成為了哥登堡主要的比賽場地。烏利維球場自1958年起是哥登堡主要的主場。哥登堡的比賽多數能吸引大量球迷入場，例如和奧基迪的同市打比戰，又或者是國際賽仍會在比較大的烏利維球場舉行。而舊烏利維球場正計劃興建一個新的主場館，暫時仍未有名稱，預計於2007年–2008年間完成。
哥登堡另夕有三個球場作為官方主場館，第一個是1905年至1916年間的Idrottsplatsen。這是1896年完成的場館，位於今天舊烏利維球場，本來是給Göteborgs Velocipedklubb使用，而這個場館主要是用來作場地單車。而在1909年，在和Idrottsplatsen的擁有者爭執時，有一段短時間是借用奧基迪的主場，Balders Hage。而第三個場館是Walhalla Idrottsplats，在1908年至1916年間的主場比賽使用。
Idrottsplatsen的衰落主因是差劣的領導和經濟不景，還有是使用商業贊助和籌款來全面翻新主場館的決定。新主場館的建造在1915年開始，這裡也成為Idrottsplatsen的根據地。新球場本來叫Ullervi，但後來改為烏利維，最後叫舊烏利維。球場於1916年落成，而在1958年Nya Ullevi開幕前一直到是哥登堡的主場。由於八十年代至九十年代瑞典足球的入座率偏低，哥登堡1992年決定重返舊烏利維球場。

## 支持者
在哥登堡成立前，哥德堡區的主要球隊是奧基迪。和很多球會一樣，奧基迪初期是一支中型規模球會，後來成為大型球會。哥登堡當時在勞動階層比較出名，而哥登堡也製造了兇狠的競爭，因為哥登堡的球迷不只是持球會，也是屬於不同的社會階層。在二十世紀早期，球隊的支持者都視為有風度，因為他們對自己的球隊和對手，都會支持和鼓掌。但這樣對於哥登堡的支持者來說非常困難，因為本地愛國主義者和階級分別有時令到球賽以打鬥或擲物結束，令瑞典傳媒把哥登堡和奧基迪的球迷形容為瑞典足球中的渣滓。
第一次世界大戰後，兩者間的鬥爭開始緩和，而哥登堡的支持者逐漸變得友善和有體育精神。但這種行為只適用主場比賽，而當他們搭火車到外地作客時（叫 göteborgstågen，意思時哥德堡列車），作客比賽時他們都是仍然有壞表現，這種現象在二十年代迅速傳播。這種行為到1939年達到最高峰，當時哥登堡的球迷到布羅斯觀看對艾夫斯堡的比賽。哥登堡以2-3落敗後，哥登堡的球迷回到哥德堡市前，和布羅斯的警察發生衝突，寫下了黑暗的一頁。
和大部份球會一樣，二次大戰後的時期，足球暴力開始比以前相對地減少，而支持者的文化也沒多大改變。在六十年代末期，這種情況出現在瑞典的足球。因為瑞典的球迷被英國的球迷文化所影響。而這種在七十年代至八十年代間興起的文化，造就了瑞典足球球迷會的組成，例如AIK蘇納的黑色軍隊(Black Army),佐加頓斯的藍色聖徒（Blue Saints）（後來改稱Järnkaminerna），和哥登堡的Supporterklubben Änglarna.哥登堡球迷會第一次在1969年成立，不過哥登堡降班令球迷的情緒減退，一直到1973年，球迷會才正式成立。
在八十年代至九十年代，哥登堡在歐洲賽的成功，令很多哥登堡的球迷當年跟隨球隊到漢堡，巴塞羅拿、邓迪、米蘭、曼徹斯特和慕尼黑觀看比賽，也令球迷會的影響力加大，例如在球會接近破產時，球迷會就借錢讓球會在1986年能到巴塞羅拿參加歐洲聯賽冠軍杯賽事，又例如促使球會於1992年重返舊烏利維球場的主要力量。九十年代初，入場人數有下跌跡象，即使球會在賽事中表現出色，但這個現象在九十年代末期至千禧年扭轉，或者能把入場人數帶回八十年代初的高位。
在2000年後，球迷文化開始由受英國影響，轉為受南歐影響。這種文化把南歐球迷的支持者（Tifo，意大利文，意思是支持）和足球流氓（ultras）帶進瑞典足球。自此開始幾乎所有同一個球迷會的球迷，會聚集在同一支旗下，而哥登堡的球迷會則創立了一個分支，包括Ultra Bulldogs, Young Lions and West Coast Angelz.根據2004年的調查顯示，哥登堡現在擁有最多的球迷會，佔全國總數的13%，而55%的哥德堡市球迷是支持哥登堡，哥登堡也在斯德哥爾摩擁有第四多球迷的球會（頭三名依次序是AIK蘇納，佐加頓斯和哈馬比）。也在馬爾默緊隨馬模之後擁有第二多球迷。

## 著名球員
根據首次登場年份排列：
- 1910年代–1920年代：Erik Börjesson (1907), Herbert 'Murren' Karlsson (1917), Gunnar Rydberg (1921), 安德斯·吕德贝里 (1923), Filip 'Svarte-Filip' Johansson (1924), 恩斯特·安德松 (1927)
- 1930年代–1940年代：阿尔内·尼贝里 (1932), Holger 'Proppen' Bengtsson (1938), 贡纳尔·格伦 (1940), 鲁内·埃马努埃尔松 (1941)
- 1950年代–1960年代：本特·贝恩特松 (1950), Bertil 'Bebben' Johansson (1954), Nils 'Tidan' Johansson (1955)
- 1970年代：奥韦·欣德瓦尔 (1975), 比约恩·努德奎斯特 (1975), 托尔比约恩·尼尔松 (1975), 拉尔夫·埃德斯特伦 (1977), Glenn Holm (1977), Tommy Holmgren (1977), Tord Holmgren (1977), Dan Corneliusson (1978), 格伦·许森 (1978), 格伦·斯特伦贝里 (1979)
- 1980年代：Stig Fredriksson (1980), Thomas Wernerson (1981), 约翰尼·埃克斯特伦 (1983), 罗兰·尼尔松 (1983), 斯特凡·彼得松 (1984), 克拉斯·英厄松 (1987), 米卡埃尔·尼尔松 (1987), 霍坎·米尔德 (1988), 肯内特·安德松 (1989), 蓬图斯·科马克 (1989), 托马斯·拉维利 (1989)
- 1990年代：斯特凡·雷恩 (1990), 约阿希姆·比约克隆德 (1992), 布隆基斯 (1993), 芒努斯·埃林马克 (1993), 尼克拉斯·亚历山大松 (1996), 安德烈亚斯·安德松 (1996)
- 2000年代：Peter Ijeh (2004)

## 著名教練
根據執教年份排列：
- 1910年代–1940年代：Jozef Nagy（1945年）
- 1950年代–1980年代：Bertil 'Bebben' Johansson（1967年）、斯文·约兰·埃里克松（1979年）
- 1990年代–2000年代：Roger Gustafsson（1990年）、Bosse Johansson（2003年）

## 成就
- 瑞典全國冠軍：
  - 冠軍(18): 1908、1910、1918、1934-35、1941-42、1957-58、1969、1982、1983、1984、1987、1990、1991、1993、1994、1995、1996、2007

- 瑞典足球超級聯賽：
  - 冠軍 (13): 1934-35、1941-42、1957-58、1969、1982、1984、1990、1991、1993、1994、1995、1996、2007
  - 亞軍 (10): 1924-25、1926-27、1929-30、1939-49、1979、1981、1986、1988、1997、2005

- 瑞典足球超級聯賽季後賽：
  - 冠軍 (1): 1991

- 瑞典足球超級聯賽附加賽：
  - 冠軍 (5): 1982、1983、1984、1987、1990
  - 亞軍 (1): 1985

- 瑞典盃：
  - 冠軍 (7): 1978-79、1981-82、1982-83、1991、2008、2013、2015
  - 亞軍 (3): 1985-86、1998-99、2004

- 瑞典超級盃：
  - 冠軍 (1): 2008
  - 亞軍 (1): 2009

- Svenska Serien：
  - 冠軍 (5): 1912-13、1913-14、1914-15、1915-16、1916-17

- 哥德堡-斯德哥爾摩對抗賽：
  - 冠軍 (2): 1918、1919

- Svenska Mästerskapet：
  - 冠軍 (3): 1908、1910、1918

- 歐洲足協盃：
  - 冠軍 (2): 1981-82、1986-87

- 皇家聯賽：
  - 亞軍 (1): 2004-05

## 紀錄
- 主場勝利，瑞典足球超級聯賽：比分9-1（1925年5月10日，對斯萊普納）；比分8-0（1925年6月2日，對哈马比）；比分8-0（1930年4月21日，對斯塔特纳）。
- 客场勝利，瑞典足球超級聯賽：比分9-2（1933年10月8日，對埃斯基尔斯蒂纳）；比分7-0（1941年4月20日，對斯萊普納）。
- 主場落敗，瑞典足球超級聯賽：比分2-9（1949年9月10日，對马尔默）。
- 客场落敗，瑞典足球超級聯賽：比分0-7（1960年5月1日，對北雪平）。
- 主場最高入座，烏利維球場：52,194人（1959年6月3日，對奥尔格里特）。
- 舊主場最高入座，老利維球場：31,064人（1955年5月27日，對加爾斯）。
- 客场最高入座，Slottsskogsvallen：21,580人（1931年10月25日，對AIK蘇納）。
- 一季平均主場最高入座：23,796人（1977年）。
- 最多出場次數：609场-米卡埃尔·尼尔松（Mikael Nilsson，1987年–2001年）。
- 瑞超聯最多出場次數：348场-本特·贝恩特松（Bengt Berndtsson，1951年–1967年）。
- 最多入球總數：333个-菲利普·约翰松（Filip Johansson，1924年–1934年）。
- 瑞超聯最多入球總數：180个-菲利普·约翰松（1924年–1934年）。
- 瑞超聯一季最多入球總數：39个-菲利普·约翰松（1924年／25年赛季）。